# Киселёв, Андрей Анатольевич
Андрей Анатольевич Киселёв (10 марта 1960, Москва) — российский музыкант, автор песен.
Известен, в частности, как участник группы «Ночной Проспект». Использовал псевдоним Новый романтик.

## Биография

Новый романтик, 1985 г.

Окончил МЛТИ, работал на мебельной фабрике. Волею судеб жил на одной лестничной площадке с Константином Кинчевым (в 40 и 41 квартирах), также подружился с Б. Смоляниновым. В начале 1980-х годов начал писать песни.
В 1985 году записал первый магнитоальбом под названием «Плащ» с участием музыкантов группы «Ночной Проспект».
В 1986 году написал песню «Шестой лесничий», которая вошла в репертуар группы «Алиса», по ней был назван альбом группы, вышедший в следующем 1989 году. Существует мнение, что шестой лесничий — это образ правителей советского государства.
По мнению Кинчева образ «Шестого лесничего», предложенный Киселёвым, стал отражением песен группы того периода:

…А для названия альбома лучше всего подходил «Шестой лесничий», хотя одноимённая песня в моём понимании и не была заглавной… …Это очень ёмкий образ, предполагающий простор для толкований, многое можно домыслить. Я сам не всегда понимаю, о чём тексты моих песен, когда пишу их. Разум позже подключается. Главное — поймать изначальный импульс и зафиксировать его— интервью К. Кинчева журналу Ъ-Огонёк, 2009 год
Кроме песни «Шестой лесничий» группа Алиса исполняет песню Андрея Киселёва, «Знаки (Осень)» с альбома «Танцевать».
Дополнительно к этому Киселёв познакомил Константина Кинчева с творчеством поэта Су Ши, это привело к появлению песни «Лодка» альбома «Шабаш».
С 1990 года Андрей Киселёв отошёл от сценической деятельности и активно участвует в деятельности Русской Православной Церкви.